# Coppa Italia 2023-2024 (pallavolo femminile)
La Coppa Italia 2023-2024, 46ª edizione della coppa nazionale di pallavolo femminile, si è svolta dal 24 gennaio al 18 febbraio 2024: al torneo hanno partecipato otto squadre di club italiane e la vittoria finale è andata per la sesta volta, la quinta consecutiva, all'Imoco.

## Formula
La formula ha previsto quarti di finale, semifinali e finale.

## Squadre partecipanti
| Squadra         | Qualificazione                          |
| --------------- | --------------------------------------- |
| AGIL            | 4ª al girone di andata Serie A1 2023-24 |
| Chieri '76      | 5ª al girone di andata Serie A1 2023-24 |
| Firenze         | 8ª al girone di andata Serie A1 2023-24 |
| Imoco           | 1ª al girone di andata Serie A1 2023-24 |
| Pinerolo        | 6ª al girone di andata Serie A1 2023-24 |
| Pro Victoria    | 2ª al girone di andata Serie A1 2023-24 |
| Roma Club       | 7ª al girone di andata Serie A1 2023-24 |
| Savino Del Bene | 3ª al girone di andata Serie A1 2023-24 |

## Torneo

### Tabellone
|  | Quarti di finale | Quarti di finale | Quarti di finale |                 |   | Semifinali   | Semifinali | Semifinali |  |  | Finale | Finale | Finale |  |
|  |                  |                  |                  |                 |   |              |            |            |  |  |        |        |        |  |
|  | 1                | Imoco            | 3                |                 |   |              |            |            |  |  |        |        |        |  |
|  | 1                | Imoco            | 3                |                 |   |              |            |            |  |  |        |        |        |  |
|  | 8                | Firenze          | 0                |                 |   |              |            |            |  |  |        |        |        |  |
|  | 8                | Firenze          | 0                |                 | 1 | Imoco        | 3          |            |  |  |        |        |        |  |
|  |                  |                  |                  |                 | 1 | Imoco        | 3          |            |  |  |        |        |        |  |
|  |                  |                  | 5                | Chieri '76      | 0 |              |            |            |  |  |        |        |        |  |
|  | 4                | AGIL             | 5                | Chieri '76      | 0 | 1            |            |            |  |  |        |        |        |  |
|  | 4                | AGIL             |                  |                 |   |              |            |            |  |  |        |        |        |  |
|  | 5                | Chieri '76       | 3                |                 |   |              |            |            |  |  |        |        |        |  |
|  | 5                | Chieri '76       | 3                |                 | 1 | Imoco        | 3          |            |  |  |        |        |        |  |
|  |                  |                  |                  |                 |   |              |            |            |  |  |        |        |        |  |
|  |                  |                  | 2                | Pro Victoria    | 2 |              |            |            |  |  |        |        |        |  |
|  | 2                | Pro Victoria     | 2                | Pro Victoria    | 2 | 3            |            |            |  |  |        |        |        |  |
|  | 2                | Pro Victoria     |                  |                 |   |              |            |            |  |  |        |        |        |  |
|  | 7                | Roma Club        | 0                |                 |   |              |            |            |  |  |        |        |        |  |
|  | 7                | Roma Club        | 0                |                 | 2 | Pro Victoria | 3          |            |  |  |        |        |        |  |
|  |                  |                  |                  |                 | 2 | Pro Victoria | 3          |            |  |  |        |        |        |  |
|  |                  |                  | 3                | Savino Del Bene | 2 |              |            |            |  |  |        |        |        |  |
|  | 3                | Savino Del Bene  | 3                | Savino Del Bene | 2 | 3            |            |            |  |  |        |        |        |  |
|  | 3                | Savino Del Bene  |                  |                 |   |              |            |            |  |  |        |        |        |  |
|  | 6                | Pinerolo         | 1                |                 |   |              |            |            |  |  |        |        |        |  |

### Risultati

#### Quarti di finale
| 24 gennaio 2024 PalaVerde, Villorba Durata: 1h:07 - Spettatori: 2 630   | Imoco           | 3 - 0 | Firenze    | 25-19, 25-13, 25-19        |
| 24 gennaio 2024 PalaTerdoppio, Novara Durata: 1h:47 - Spettatori: 2 320 | AGIL            | 1 - 3 | Chieri '76 | 17-25, 21-25, 25-23, 23-25 |
| 24 gennaio 2024 Palalido, Milano Durata: 1h:05 - Spettatori: 2 263      | Pro Victoria    | 3 - 0 | Roma Club  | 25-16, 25-5, 25-15         |
| 24 gennaio 2024 PalaWanny, Firenze Durata: 1h:34 - Spettatori: 953      | Savino Del Bene | 3 - 1 | Pinerolo   | 25-20, 21-25, 25-17, 25-17 |

#### Semifinali
| 17 febbraio 2024 PalaTrieste, Trieste Durata: 1h:10 - Spettatori: 5 100 | Imoco        | 3 - 0 | Chieri '76      | 25-18, 25-16, 25-12               |
| 17 febbraio 2024 PalaTrieste, Trieste Durata: 1h:49 - Spettatori: 5 450 | Pro Victoria | 3 - 2 | Savino Del Bene | 21-25, 25-16, 25-17, 14-25, 15-10 |

#### Finale
| 18 febbraio 2024 PalaTrieste, Trieste Durata: 2h:03 - Spettatori: 6 743 | Imoco | 3 - 2 | Pro Victoria | 25-21, 22-25, 25-19, 19-25, 15-11 |